# WZ-7
WZ-7은 중국 공군의 최신형 고고도 장기체공 무인정찰기다. "중국판 글로벌 호크"라고 불린다.

## 역사
WZ-7은 청두 항공기공업 그룹이 설계하고 구이저우 항공 산업 그룹이 제작했다. 2006년 주하이 에어쇼에 모델이 등장했다. 첫 비행은 2011년 현재 이루어지지 않았다. 드론은 레이더 단면 테스트를 수행했다. WZ-7은 2015년부터 2016년까지 대량생산을 했다. WZ-7의 완전한 재설계는 2020년에 중국 공군 원형으로 관찰되었다. 재설계에는 구이저우 WS-13 터보팬 엔진(중국판 제너럴 일렉트릭 F414 엔진)의 다른 엔진 노즐인 V-테일과 복부 핀 및 세일 구조의 변경이 포함되었다. WZ-7 UAV는 2021년 주하이 에어쇼에서 군에 의해 공식적으로 공개되었다. 2022년에 다시 전시됐다.
2018년 WZ-7을 실전배치했다.
2020년 한국이 글로벌 호크를 실전배치했다.
2021년 12월 17일, 중국 지린성 쓰핑시 이쑨춘 공군기지의 중국 공군 16특수임무항공사단에 WZ-7 고고도 장기체공 무인기가 배치됐다고 중국 국영방송 CCTV가 보도했다.
2023년 1월 1일, 일본 방위성 통합막료감부는 중국군 정찰형 무인기 '우전(無偵·WZ)-7' 1대가 1일 오키나와섬과 미야코지마 사이 해역을 지나 비행했다고 밝혔다. 통합막료감부에 따르면 우전-7은 이날 동중국해에서 오키나와 해역을 통과해 태평양에 진입한 뒤 남서쪽으로 나아갔고, 동일한 경로를 거쳐 동중국해로 돌아갔다. 통합막료감부는 "우전-7의 비행을 확인한 것은 최초"라며 항공자위대 전투기를 긴급 발진시켜 대응했다고 설명했다. 우전-7은 고도 20㎞ 상공에서 10시간 이상 날 수 있는 중국의 최첨단 무인기다. 시속 750㎞로 비행하며, 작전 반경은 2천㎞에 이른다.
2024년 3월 26일, WZ-7이 동해를 선회한 뒤 돌아갔다고 일본 방위성 통합막료감부가 발표했다. 이에 일본 항공자위대는 전투기를 긴급 발진시켜 대응했다. 교도통신은 이 발표와 관련해 "방위성이 중국 무인기가 동해에서 비행한 것을 공표한 것은 이번이 처음"이라고 보도했다. 중국에서 동해까지는 왕복해서 3,000 km 정도 된다.

## 비교
미국 글로벌 호크
- 최대이륙중량 14 톤
- 항속거리 22,800 km
- 엔진 7,600 lbf (34 kN) 추력

중국 WZ-7
- 최대이륙중량 7.5 톤
- 항속거리 7,000 km
- 엔진 9,700 lbf (43.1 kN) 추력

## 제원
일반 제원
- 승무원: 0명
- 길이: 14.33 m
- 폭: 24.86 m
- 높이: 5.41 m
- 엔진: 구이저우 WP-13 터보젯 1개, 추력 43.1 kN (9,700 lbf)

성능
- 순항 속도: 750 km/h
- 항속 거리: 7,000 km
- 최대 상승 고도: 18,000 m
- 비행지속시간: 10 시간
- 최대이륙중량: 7,500 kg

## 같이 보기
- 글로벌 호크